# 陈化
陈化（1956年—），男，湖北黄陂人，中国数学家，武汉大学教授。现任武汉大学数学与统计学院院长。研究方向为偏微分方程。

## 生平
陈化1977年考入武汉大学，1986年7月博士（导师：齐民友）毕业后留校任教，1993年6月升为正教授，1995年5月被评为博士生导师。

## 学术活动
多次以访问教授身份应邀赴美国、香港、台湾、欧洲（英、法、意、比利时、德等）、日本访问讲学及合作研究，并多次被邀请在东京大学、京都大学、巴黎第十一大学、加州大学伯克利分校、波恩大学、牛津大学、剑桥大学、伦敦帝国学院等国际一流大学做学术报告。